# Carlos II de Inglaterra
Carlos II (Londres, 29 de maio de 1630 – Londres, 6 de fevereiro de 1685) foi o Rei da Inglaterra, Escócia e Irlanda de 1660 até sua morte. Seu pai Carlos I foi executado no Palácio de Whitehall em 31 de janeiro de 1649, no auge da Guerra Civil Inglesa. O parlamento escocês o proclamou rei, porém Oliver Cromwell o derrotou na Batalha de Worcester, em 3 de setembro de 1651 e Carlos fugiu para a Europa continental. Cromwell se transformou no governante da Inglaterra, Escócia e Irlanda; Carlos passou nove anos em exílio na França, Províncias Unidas e nos Países Baixos Espanhóis.
Após a morte de Cromwell em 1658, uma crise política resultou na restauração da monarquia, com Carlos sendo convidado a retornar para a Grã-Bretanha. Em 29 de maio de 1660, seu aniversário de trinta anos, ele foi recebido em Londres com grande aclamação pública. Depois disso, todos os documentos legais foram datados como se ele tivesse sucedido seu pai em 1649.
O parlamento inglês aprovou leis conhecidas como o Código Clarendon, criado para fortalecer a posição da restabelecida Igreja Anglicana. Ele concordou com o código, mesmo sendo a favor de uma política de tolerância religiosa. A principal questão estrangeira do início de seu reinado foi a Segunda Guerra Anglo-Holandesa. Em 1670, assinou o Tratado Secreto de Dover, uma aliança com o seu primo Luís XIV de França. O rei francês concordava em auxiliar o inglês na Terceira Guerra Anglo-Holandesa e pagar uma pensão a Carlos, em troca Carlos prometia se converter ao catolicismo em uma data futura não especificada.
Ele tentou em 1672 introduzir liberdade religiosa aos católicos e dissidentes protestantes, com sua Real Declaração de Indulgência, porém o parlamento inglês forçou sua retirada. Em 1679, as revelações de Tito Oates sobre um suposto "Complô Papista" iniciaram a Crise da Exclusão quando se descobriu que o irmão do rei, Jaime, Duque de Iorque e Albany, era um católico. A crise viu o surgimento de partidos Whig pró-exclusão e Tory antiexclusão. Carlos se aliou aos Tories e, após a descoberta de uma conspiração para matá-lo junto com o irmão em 1683, alguns líderes Whigs foram mortos ou exilados. Carlos dissolveu o parlamento em 1681, reinando sozinho até morrer em 1685. Não teve nenhum filho com sua esposa Catarina de Bragança, apesar de ter reconhecido vários ilegítimos, sendo assim sucedido por seu irmão Jaime.

## Início de vida e exílio
Carlos nasceu em 29 de maio de 1630 no Palácio de St. James, Londres. Seus pais eram o rei Carlos I e a rainha Henriqueta Maria, irmã do rei Luís XIII de França. Carlos era o segundo filho do casal. O primeiro nasceu um ano antes, porém morreu com menos de um dia. Os reinos da Inglaterra, Escócia e Irlanda de seu pai eram predominantementes anglicano, presbiteriano e católico, respectivamente. Carlos foi batizado na Capela Real do palácio em 27 de junho por Guilherme Laud, Bispo de Londres, e levado aos cuidados da protestante Maria Curzon, Condessa de Dorset, apesar de seus padrinhos incluírem católicos como sua avó Maria de Médici. Ao nascer, ele automaticamente tornou-se o Duque da Cornualha e o Duque de Rothesay, além de vários outros títulos associados. Ele foi designado Príncipe de Gales por volta de seu aniversário de oito anos, apesar de nunca ter sido formalmente investido como tal.

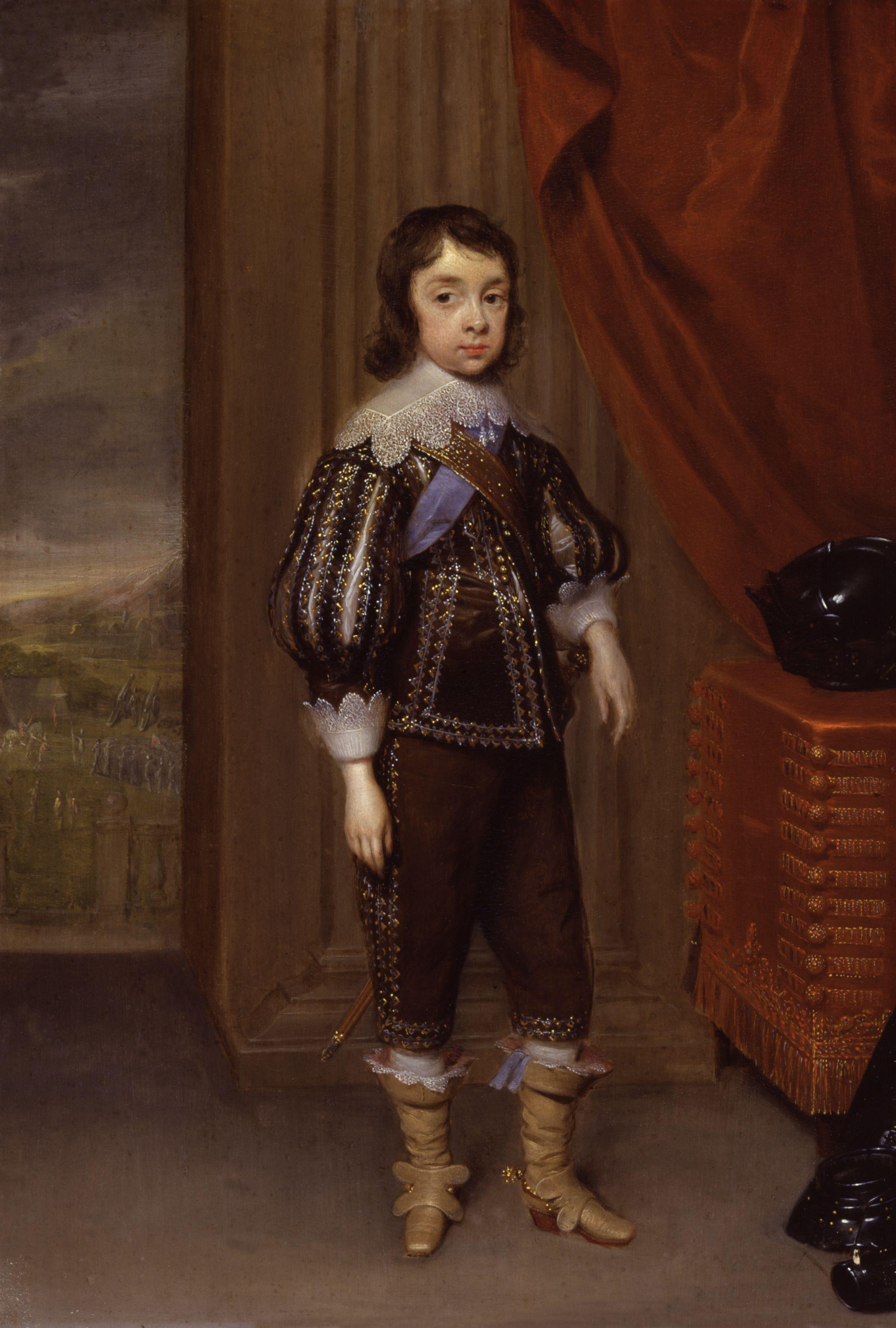
Carlos em 1639, por Cornelis Janssens van Ceulen. Na National Portrait Gallery.

Durante a década de 1640, enquanto ainda era jovem, seu pai lutou contra forças parlamentares puritanas na Guerra Civil Inglesa. Carlos acompanhou o pai na Batalha de Edgehill e, aos catorze anos, participou das campanhas de 1645 quando foi feito o comandante titular das forças realistas em West Country. O rei estava perdendo a guerra na primavera de 1646 e Carlos deixou a Inglaterra, para sua segurança, partindo de Falmouth depois de ficar no Castelo de Pendennis, indo primeiro para as Ilhas Scilly, depois para Jersey e finalmente até a França, onde sua mãe já estava vivendo em exílio e seu primo, de catorze anos, Luís XIV já era rei.
Em 1648 durante a Segunda Guerra Civil Inglesa, Carlos foi para Haia onde sua irmã Maria, Princesa Real, e seu marido Guilherme II, Príncipe de Orange, pareciam mais propensos a dar apoio substancial à causa realista que os parentes franceses de Henriqueta Maria. Entretanto, a frota que ficou sob o comando de Carlos não foi usada e não chegou na Escócia em tempo de ajudar o exército realista de Jaime Hamilton, 1.º Duque de Hamilton, antes que fosse derrotado na Batalha de Preston pelos parlamentares.
Carlos teve em Haia um breve caso com Lúcia Walter, que depois falsamente afirmou que eles haviam se casado secretamente. Seu filho, Jaime Crofts, foi um dos muitos filhos ilegítimos de Carlos que tornaram-se figuras proeminentes da sociedade britânica.
Carlos I se rendeu em 1646; fugiu e foi recapturado em 1648. Apesar dos esforços diplomáticos de seu filho para salvá-lo, o rei foi decapitado em 30 de janeiro de 1649 e a Inglaterra tornou-se uma república. Em 5 de fevereiro, o parlamento covenanter escocês proclamou em Edimburgo Carlos II como "Rei da Grã-Bretanha, França e Irlanda".
Entretanto, a Escócia não permitiu sua entrada no país a menos que ele aceitasse o presbiterianismo por todos os seus reinos. Quando as negociações empacaram, Carlos autorizou o general Jaime Graham, 1.º Marquês de Montrose, a desembarcar nas ilhas Órcades com uma pequena força para ameaçar os escoceses com uma invasão, esperando forçar um acordo mais favorável. Graham achou que Carlos iria aceitar um acordo e assim decidiu invadir a própria Escócia, porém foi capturado e executado. Carlos relutantemente prometeu que iria aceitar os termos de um tratado com o parlamento escocês assinado em Breda, além de apoiar a Solene Liga e Aliança, que autorizava um governo presbiteriano por toda Grã-Bretanha. Ele desembarcou na Escócia em 23 de junho de 1650 e formalmente concordou com a Aliança; seu abandono da do governo episcopado, apesar de conseguir o apoio dos escoceses, lhe deixou impopular na Inglaterra. Carlos logo passou a desprezar a "vilania" e "hipocrisia" dos Covenanters.

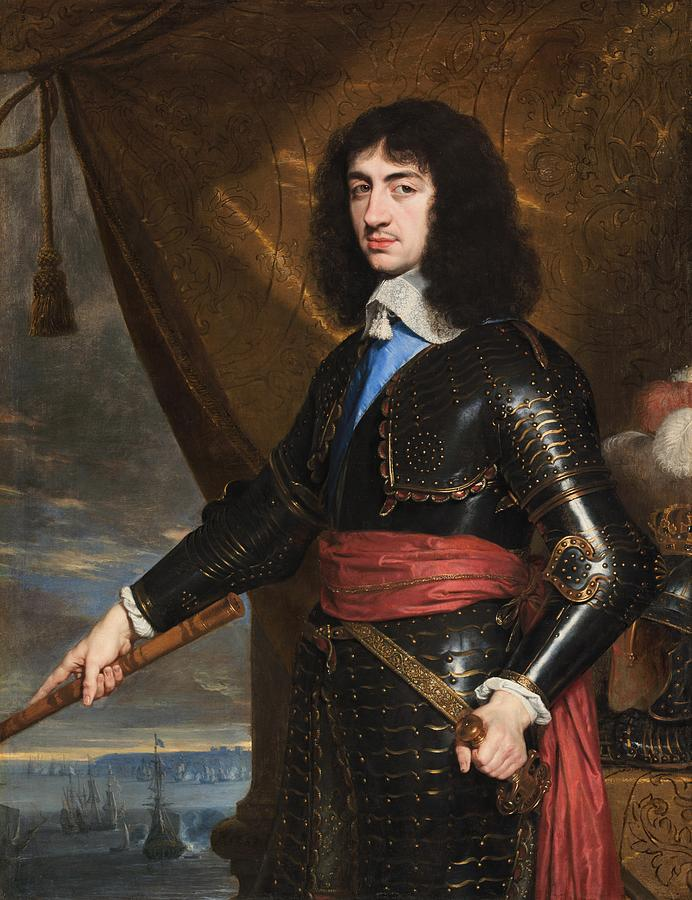
Carlos em 1653 por Philippe de Champaigne. No Museu de Arte de Cleveland.

Os Covenanters foram derrotados, em 3 de setembro de 1650, na Batalha de Dunbar, por uma força muito menor, liderada por Oliver Cromwell. As forças escocesas estavam divididas entre os realistas Engagers e os Covenanters presbiterianos, que até lutavam entre si. Desiludido com os Covenanters, Carlos tentou escapar em outubro e ir para o norte a fim de juntar-se às forças Engagers, evento que ficou conhecido como "o Começo", porém em dois dias os presbiterianos o pegaram. Mesmo assim, os escoceses permaneceram a melhor esperança de restauração e ele foi coroado Rei da Escócia em Scone no dia 1 de janeiro de 1651. Com as forças de Cromwell ameaçando as posições de Carlos na Escócia, foi decidido montar um ataque contra a Inglaterra. Muitos escoceses recusaram-se a participar, como lorde Arquibaldo Campbell, 1.º Marquês de Argyll, e com poucas forças realistas juntando-se a eles enquanto marchavam para o sul, a invasão terminou em derrota, na Batalha de Worcester em 3 de setembro, depois da qual Carlos evitou ser capturado ao se esconder em uma árvore na Casa Boscobel. Carlos conseguiu fugir da Inglaterra disfarçado depois de seis semanas escondendo-se, desembarcando na Normandia em 16 de outubro apesar da recompensa de mil libras por sua cabeça, risco de morte para qualquer um pego auxiliando-o e a dificuldade de disfarçá-lo já que com 1,85 m, ele era incomumente alto para a época.
Cromwell foi nomeado Lorde Protetor da Inglaterra, Escócia e Irlanda, efetivamente colocando as Ilhas Britânicas sob um regime militar. Empobrecido, Carlos não conseguiu reunir apoio suficiente para montar uma ameaça séria ao governo de Cromwell. Apesar das conexões da Casa de Stuart através da rainha Henriqueta Maria e da Princesa Real, a França e as Províncias Unidas dos Países Baixos aliaram-se ao governo republicano inglês em 1654, forçando Carlos a pedir ajuda da Espanha, que na época também governava os Países Baixos do Sul. Ele reuniu um exército desorganizado formado por seus súditos exilados; essa força pequena, mal remunerada, mal equipada e mal disciplinada acabou formando o núcleo do exército inglês pós-Restauração.

## Restauração
As chances de Carlos de reconquistar o trono permaneceram pequenas quando Cromwell morreu em 1658 e foi sucedido por seu filho Richard Cromwell. Entretanto, o novo Lorde Protetor não tinha uma base de poder no parlamento e no Exército Novo. Ele foi forçado a renunciar no ano seguinte e o Protetorado foi abolido. Seguiram-se tumultos militares e civis, com George Monck, Governador da Escócia, temendo que a nação fosse parar na anarquia. Monck e seu exército marcharam para a Cidade de Londres e forçou o parlamento a readmitir membros do Parlamento Longo de Carlos I, excluídos em 1648 durante o Purgo de Pride. O parlamento se auto-dissolveu pela primeira vez e houve uma nova eleição geral depois de quase vinte anos. O parlamento em retirada definiu as qualificações eleitorais para garantir a volta de uma maioria presbiteriana.
As restrições contra os candidatos e votantes realistas foram amplamente ignoradas e as eleições resultaram em uma Câmara dos Comuns bastante dividida politicamente entre realistas e parlamentaristas, e religiosamente entre anglicanos e presbiterianos. Um novo Parlamento de Convenção se reuniu em 25 de abril de 1660 e logo depois recebeu notícias da Declaração de Breda, em que Carlos concordava em perdoar muitos dos antigos inimigos de seu pai, entre outras coisas. O parlamento inglês resolveu proclamar Carlos como rei e convidá-lo a voltar, numa mensagem que chegou em 8 de maio. Na Irlanda, uma convenção havia se reunido mais cedo naquele ano e acabou declarando-o como rei em 14 de maio.

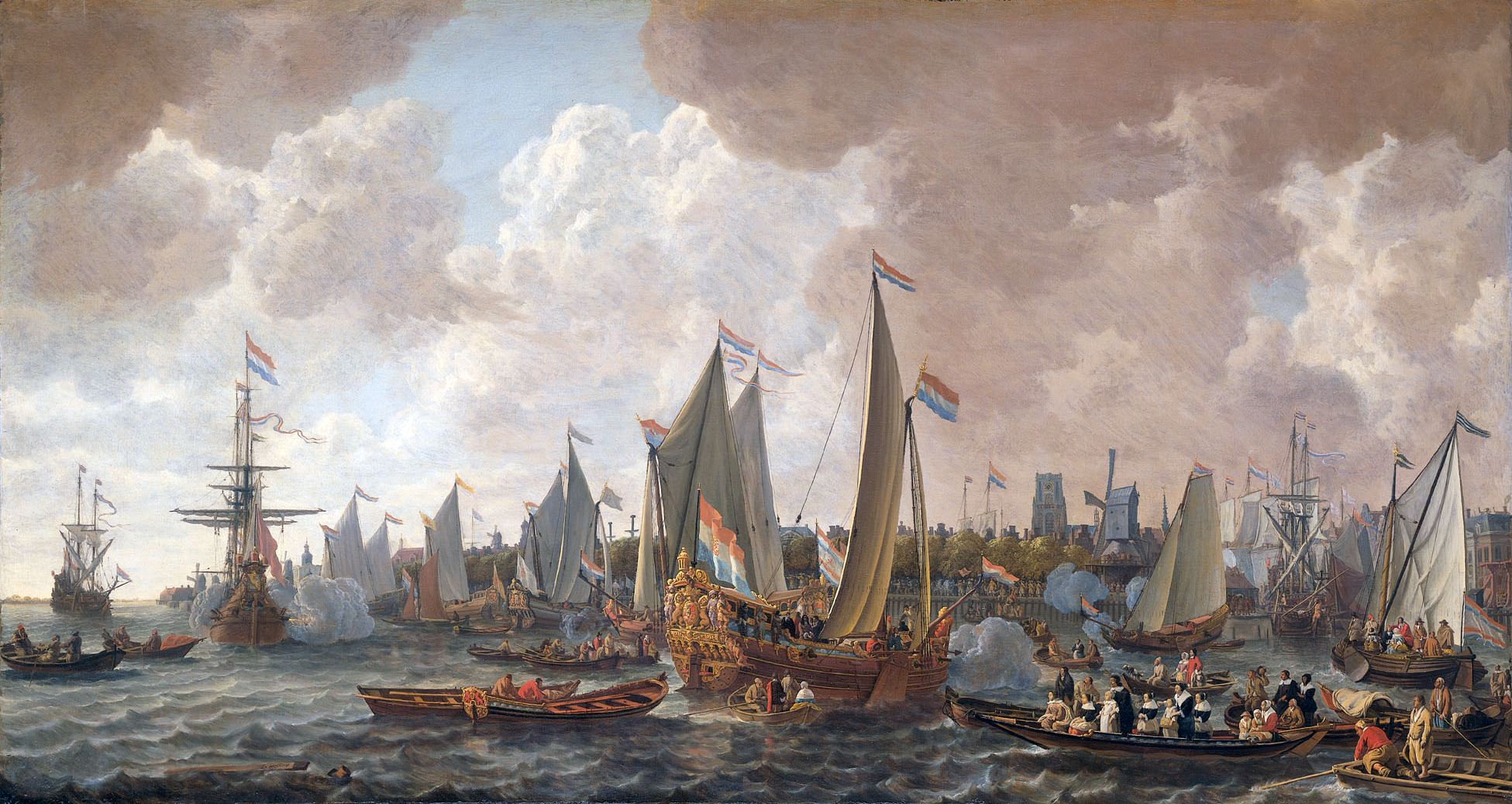
Carlos partindo em maio de 1660 de seu exílio nos Países Baixos para sua restauração na Inglaterra. Por Lieve Verschuier no Rijksmuseum.

Ele partiu de Scheveningen para a Inglaterra, chegando em Dover em 25 de maio e alcançando Londres no dia 29, seu aniversário de trinta anos. Apesar de Carlos e o parlamento terem dado anistia aos apoiadores de Cromwell no Decreto de Indenização e Esquecimento, cinquenta pessoas foram especialmente excluídas. No final, nove dos regicidas de Carlos I foram arrastados enforcados e esquartejados, enquanto outros receberam prisão perpétua e outros apenas excluídos de cargos públicos. Os corpos de Cromwell, Henrique Ireton e João Bradshaw foram sujeitos à indignidade da execução póstuma.
Carlos concordou em abolir impostos feudais; em troca o parlamento lhe garantiu uma renda anual de 1,2 milhões de libras para poder administrar o governo, gerada principalmente a partir de direitos aduaneiros e impostos especiais de consumo.
A alegria de Carlos pela restauração foi diminuída na segunda metade de 1660 pelas mortes de seu irmão mais novo Henrique, Duque de Gloucester, e sua irmã Maria por varíola. Por volta da mesma época, Ana Hyde, filha do Lorde Chanceler Eduardo Hyde, revelou que estava grávida de Jaime, Duque de Iorque e Albany e irmão de Carlos, e que os dois haviam se casado secretamente. Eduardo Hyde, que não sabia do casamento ou da gravidez, foi feito Conde de Clarendon e sua posição como ministro favorito foi reforçada.

### Código Clarendon

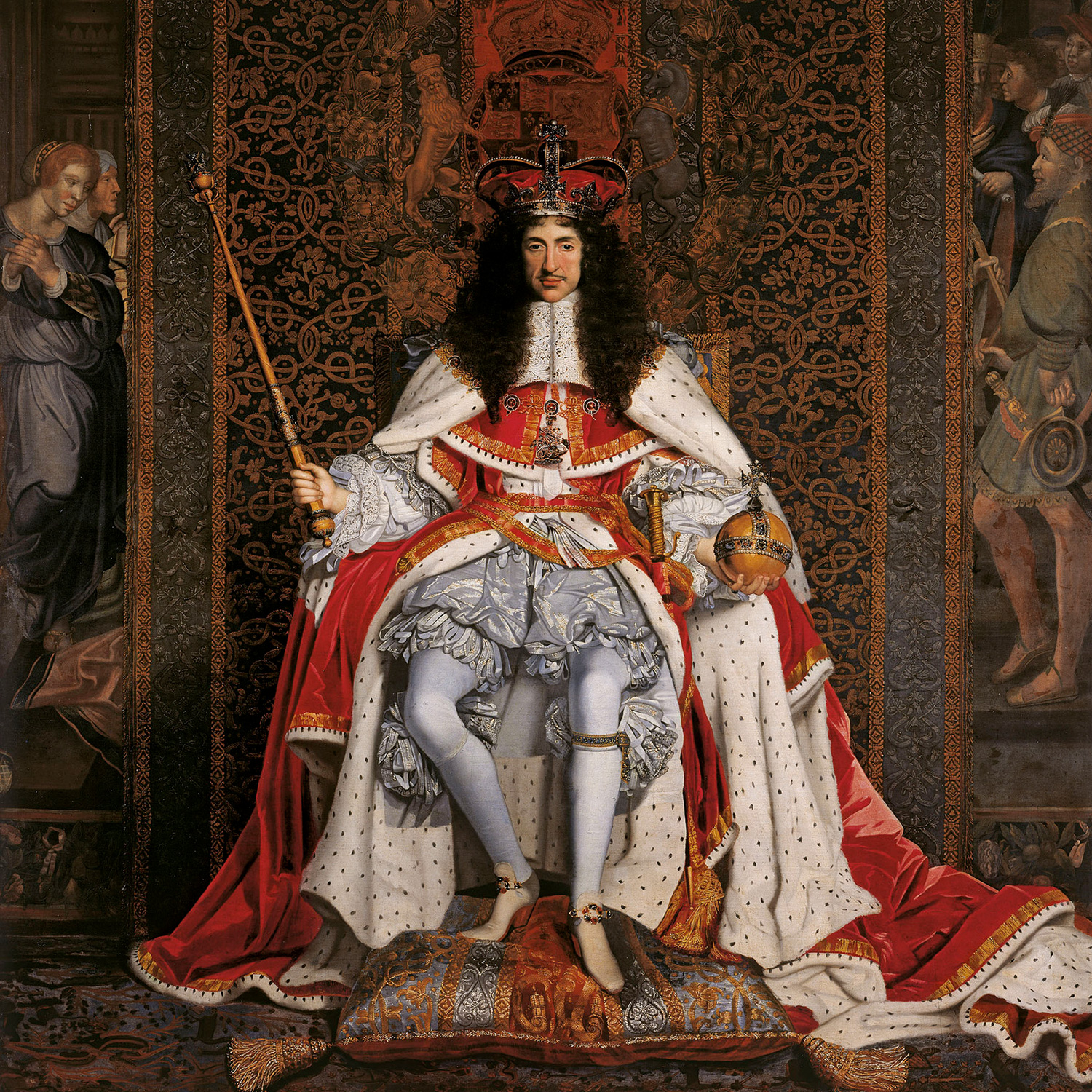
Retrato de coroação de Carlos por John Michael Wright, c. 1661. Na Royal Collection.

O Parlamento de Convenção foi dissolvido em dezembro de 1660 e um segundo parlamento se reuniu pouco depois da coroação em abril de 1661. Chamado de Parlamento Cavalier, era esmagadoramente realista e anglicano. Procurou desencorajar a não-conformidade na Igreja Anglicana e aprovou vários decretos para garantir uma dominação anglicana. O Decreto de Corporação de 1661 requeria que funcionários públicos municipais prestassem um juramento de lealdade; o Decreto de Uniformidade de 1662 fez obrigatório o uso do Livro de Oração Comum; o Decreto Conventículo de 1664 proibiu reuniões religiosas com mais de cinco pessoas, exceto quando sob os auspícios da Igreja Anglicana; e o Decreto das Cinco Milhas de 1665 proibiu que clérigos não-conformistas expulsos se aproximassem menos que cinco milhas (8 km) das paróquias que haviam sido banidos. Os decretos do Conventículo e das Cinco Milhas permaneceram em vigor durante todo o reinado de Carlos. Os decretos ficaram conhecidos como "Código Clarendon" por Eduardo Hyde, 1.º Conde de Clarendon, mesmo ele não tendo sido diretamente responsável e até mesmo ter discursado contra o Decreto das Cinco Milhas.
Uma mudança social acompanhou a Restauração. O puritanismo perdeu força. Os teatros foram reabertos depois de terem sido fechados durante o protetorado de Cromwell e uma obscena "comédia da Restauração" tornou-se um gênero reconhecível. As licenças teatrais emitidas por Carlos foram as primeiras na história inglesa a permitirem que mulheres interpretassem papéis femininos nos palcos (elas anteriormente eram interpretadas por meninos) e a literatura celebrou ou reagiu à corte restaurada, que incluía libertinos como João Wilmot, 2.º Conde de Rochester.

### Peste e Grande Incêndio
Carlos enfrentou em 1665 uma grande crise sanitária: a Grande Praga de Londres. As mortes chegaram a sete mil na semana de 17 de setembro. O rei, sua família e a corte deixaram Londres em julho e foram para Salisbury, com o parlamento se reunindo em Oxford. Piorando a situação, mas por sua vez encerrando a peste, foi aquilo que posteriormente ficou conhecido como o Grande Incêndio de Londres, que começou em 2 de setembro de 1666. O fogo consumiu aproximadamente 13 200 casas e 87 igrejas, incluindo a Catedral de São Paulo. Carlos e seu irmão Jaime, Duque de Iorque e Albany, participaram e comandaram os esforços para combater o fogo. O público culpou conspiradores católicos pelo incêndio, apesar dele ter se iniciado em uma padaria na Pudding Lane.

## Política exterior

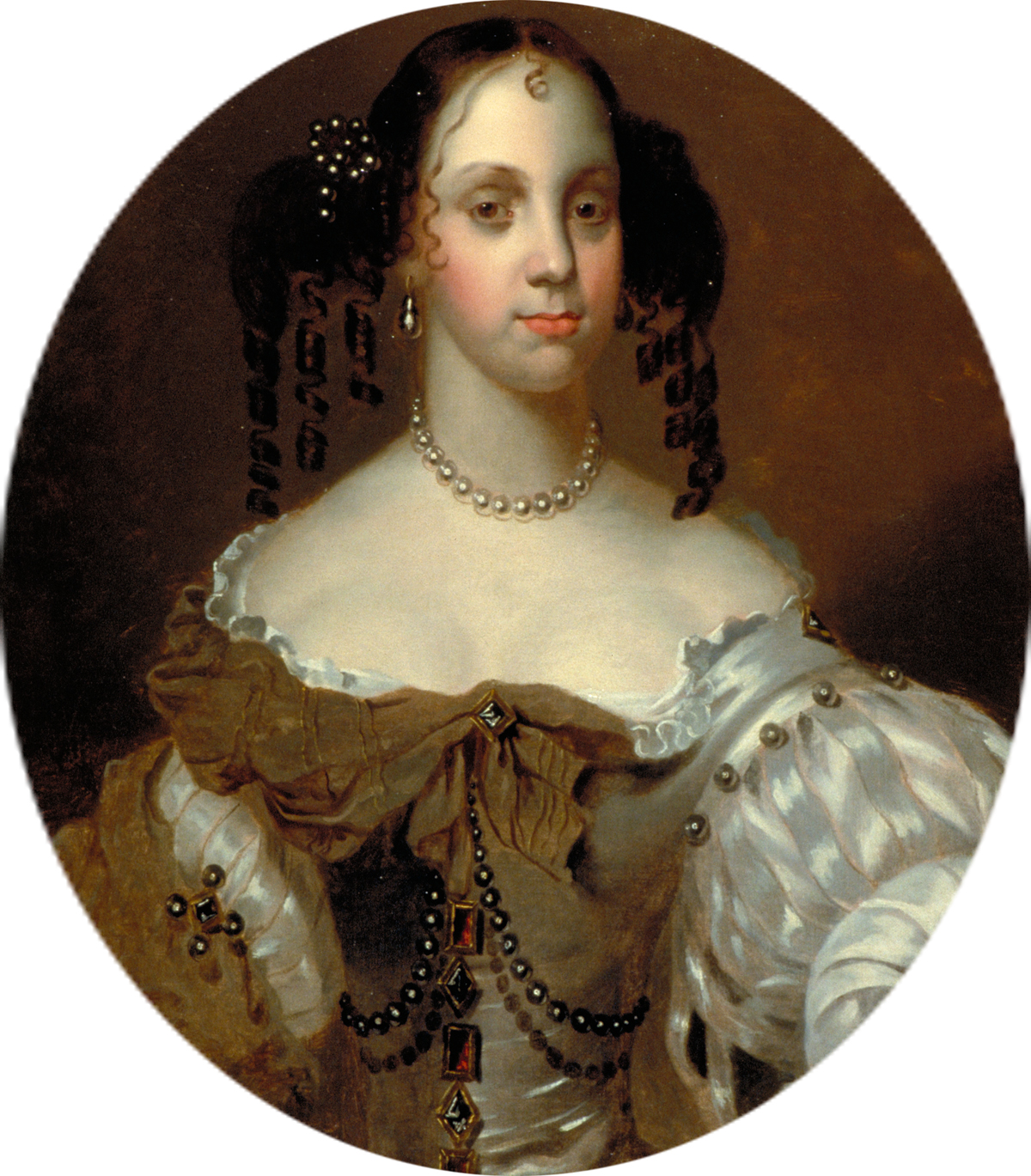
O Tratado de Casamento de 1661 selou uma aliança Anglo-Portuguesa e garantiu um casamento dinástico entre Carlos e a infanta portuguesa Dona Catarina de Bragança.

Portugal lutava desde 1640 uma guerra contra a Espanha para restaurar sua independência depois de uma união dinástica entre as duas coroas ocorrida em 1580. Portugal recebia ajuda da França, porém acabou abandonado por seu aliado em 1659 após o Tratado dos Pireneus. As negociações de Portugal para o casamento de Carlos com Catarina de Bragança começaram durante o reinado de seu pai e, depois da Restauração, a rainha Luísa de Gusmão como regente reabriu as discussões que resultaram em uma aliança com a Inglaterra. Um tratado de casamento foi assinado em 23 de junho de 1661, com o dote de Catarina dando aos ingleses Tânger no norte da África e as sete ilhas de Bombaim na Ásia, privilégios comerciais no Brasil e nas Índias, liberdade religiosa e comercial em Portugal e dois milhões de coroas portuguesas; enquanto Portugal conseguiu apoio militar e naval contra a Espanha e liberdade religiosa para Catarina na Inglaterra. Ela viajou para Portsmouth entre os dias 13 e 14 de maio de 1662, porém foi visitada por Carlos apenas no dia 20. Os dois se casaram no dia seguinte em duas cerimônias – uma católica realizada em segredo e depois uma anglicana em público.

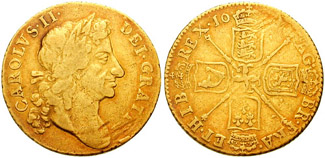
Moeda guinéu de Carlos.

Também em 1662, Carlos vendeu em uma ação impopular a cidade de Dunquerque para seu primo Luís XIV por aproximadamente 375 mil libras. O porto no Canal da Mancha, apesar de grande valor estratégico, estava drenando as finanças reais.
Terá sido este rei da Grã-Bretanha que fez a mediação entre Espanha e o Reino de Portugal que levou ao Tratado de Lisboa (1668) e que pôs definitivamente o fim à Guerra da Restauração e à independência deste último.
Antes da Restauração, os Atos de Navegação de 1650 tinham prejudicado o comércio holandês ao dar às embarcações inglesas um monopólio, tendo sido um fator no começo da Primeira Guerra Anglo-Holandesa. Para tentar um novo começo, enviados dos Estados Gerais dos Países Baixos foram a Inglaterra em novembro de 1660 com o chamado Presente Holandês, uma coleção de pinturas e esculturas para Carlos. A Segunda Guerra Anglo-Holandesa começou com as tentativas inglesas de tomar as possessões holandesas na África e América do Norte. O conflito começou bem para a Inglaterra, com a captura de Nova Amsterdã (renomeada para Nova Iorque em homenagem ao irmão de Carlos, Jaime, Duque de Iorque) e uma vitória na Batalha de Lowestoft, porém os holandeses lançaram um ataque surpresa em 1667 na Batalha de Medway ao velejarem pelo rio Tâmisa até onde a maior parte da frota inglesa estava ancorada. Quase todos os navios foram afundados exceto pela capitânia, o HMS Royal Charles, que foi capturada e levada aos Países Baixos como troféu. A guerra se encerrou com o Tratado de Breda.

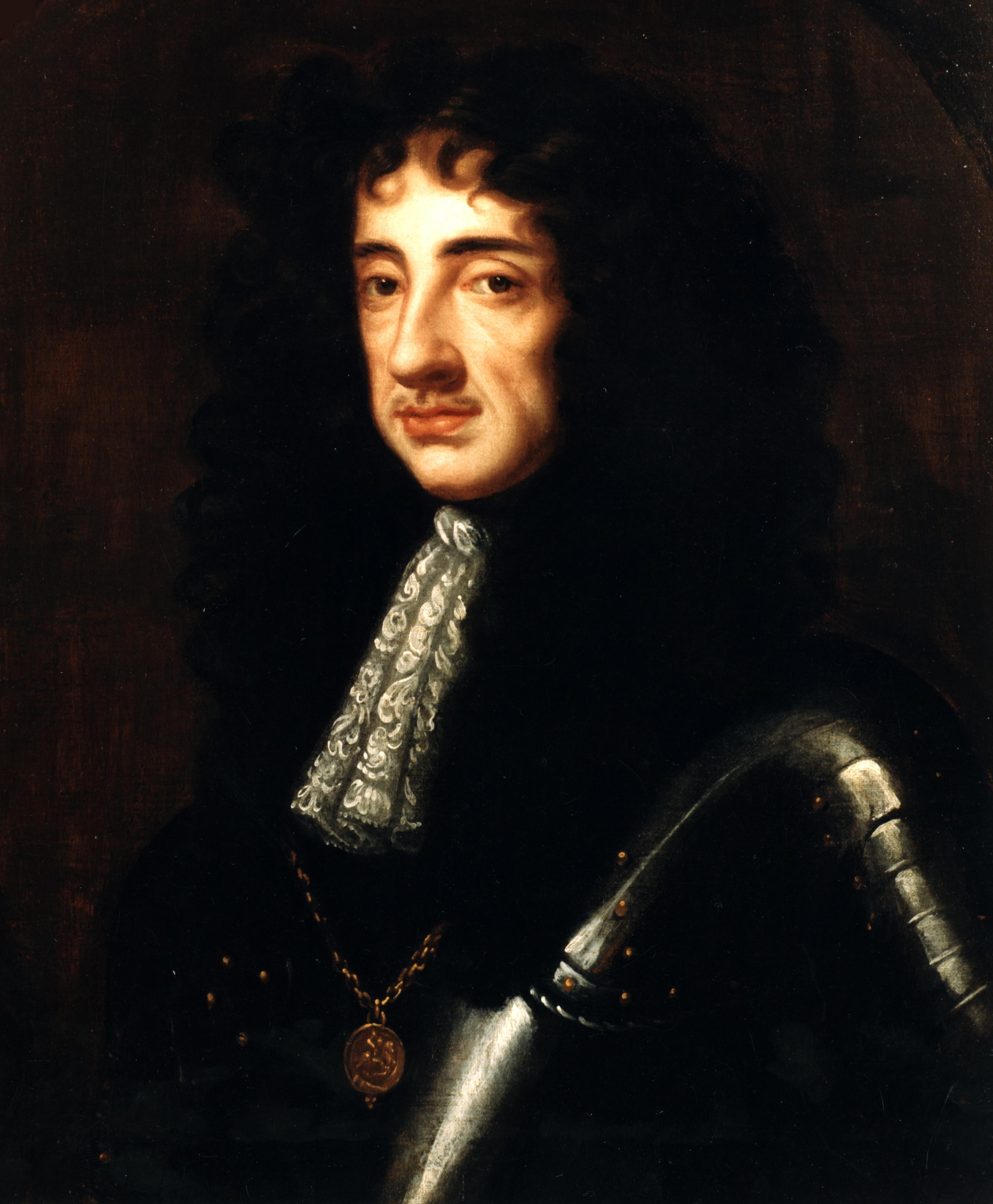
Carlos c. 1670, por Peter Lely.

Como resultado da Segunda Guerra Anglo-Holandesa, Carlos dispensou Eduardo Hyde, quem ele usou como bode expiatório pela guerra. Hyde fugiu para a França quando foi acusado de alta traição, cuja sentença era a pena de morte. O poder passou para cinco políticos conhecidos pelo caprichoso acrônimo de Cabal: Tomás Clifford, 1.º Barão Clifford, Henrique Bennet, 1.º Conde de Arlington, Jorge Villiers, 2.º Duque de Buckingham, Antônio Ashley Cooper, 1.º Barão Ashley, e João Maitland, 1.º Duque de Lauderdale. Na realidade os cinco raramente agiam de acordo e a corte estava frequentemente dividida em duas facções, uma liderada por Bennet e a outra por Villiers, com o primeiro sendo o mais bem sucedido.
A Inglaterra aliou-se em 1668 com a Suécia e seu antigo adversário as Províncias Unidas dos Países Baixos para enfrentarem a França na Guerra de Devolução. Luís XIV fez a paz com a Tríplice Aliança, porém continuou a manter suas intenções agressivas contra os Países Baixos. Tentando resolver seus problemas financeiros, Carlos concordou em 1670 com o Tratado de Dover, sob o qual Luís pagaria ao primo 160 mil libras anuais. Em troca, Carlos concordou em prover os franceses com tropas e anunciar sua conversão ao catolicismo "assim que o bem-estar do seu reino venha permitir". Luís enviaria seis mil tropas para ajudá-lo a combater aqueles que se opusessem a conversão. Carlos se esforçou para manter o tratado em segredo, especialmente a cláusula da conversão. Não se sabe ao certo se ele realmente tinha a intenção de se converter.
Enquanto isso, Carlos deu à Companhia das Índias Orientais os direitos de adquirir territórios autonomamente, cunhar moedas, comandar fortalezas e tropas, formar alianças, fazer guerra e paz e exercer jurisdição civil e criminal nas áreas adquiridas da Índia através de cinco cartas régias. Ele havia arrendado no início de 1668 as ilhas de Bombaim por um valor nominal de dez libras em ouro. Os territórios portugueses adquiridos através do dote de Catarina mostraram-se muito caros para serem mantidos; Tânger foi abandonada. Carlos entregou em 1670 o controle total da Baía de Hudson à Companhia da Baía de Hudson através de uma carta régia, nomeando também o território de Terra de Ruperto em homenagem a seu primo príncipe Ruperto do Reno, o primeiro governador da companhia.

## Conflito com o parlamento
O Parlamento Cavalier, apesar de anteriormente favorável a Carlos, foi alienado pelas guerras e políticas religiosas do rei durante a década de 1670. Carlos emitiu em 1672 a Real Declaração de Indulgência, em que ele pretendia suspender todas as leis penais contra católicos e outros dissidentes religiosos. No mesmo ano, ele abertamente apoiou a França católica e iniciou a Terceira Guerra Anglo-Holandesa.
O parlamento foi contra a Declaração de Indulgência por questões constitucionais ao afirmar que Carlos não tinha o direito de arbitrariamente suspender leis aprovadas pelo parlamento. O rei retirou a declaração e também concordou com o Ato de Prova, que inicialmente exigia que funcionários públicos recebessem a eucaristia sob as formas prescritas pela Igreja Anglicana, e depois também os forçava a denunciar certos ensinamentos da Igreja Católica como "supersticiosos e idolátricos". Clifford, que já havia se convertido ao catolicismo, renunciou ao invés de prestar o juramento e cometeu suicídio pouco tempo depois. Por volta de 1674, a Inglaterra não tinha ganho nada com a Terceira Guerra Anglo-Holandesa e o parlamento recusou-se a dar mais fundos, forçando Carlos a fazer a paz.

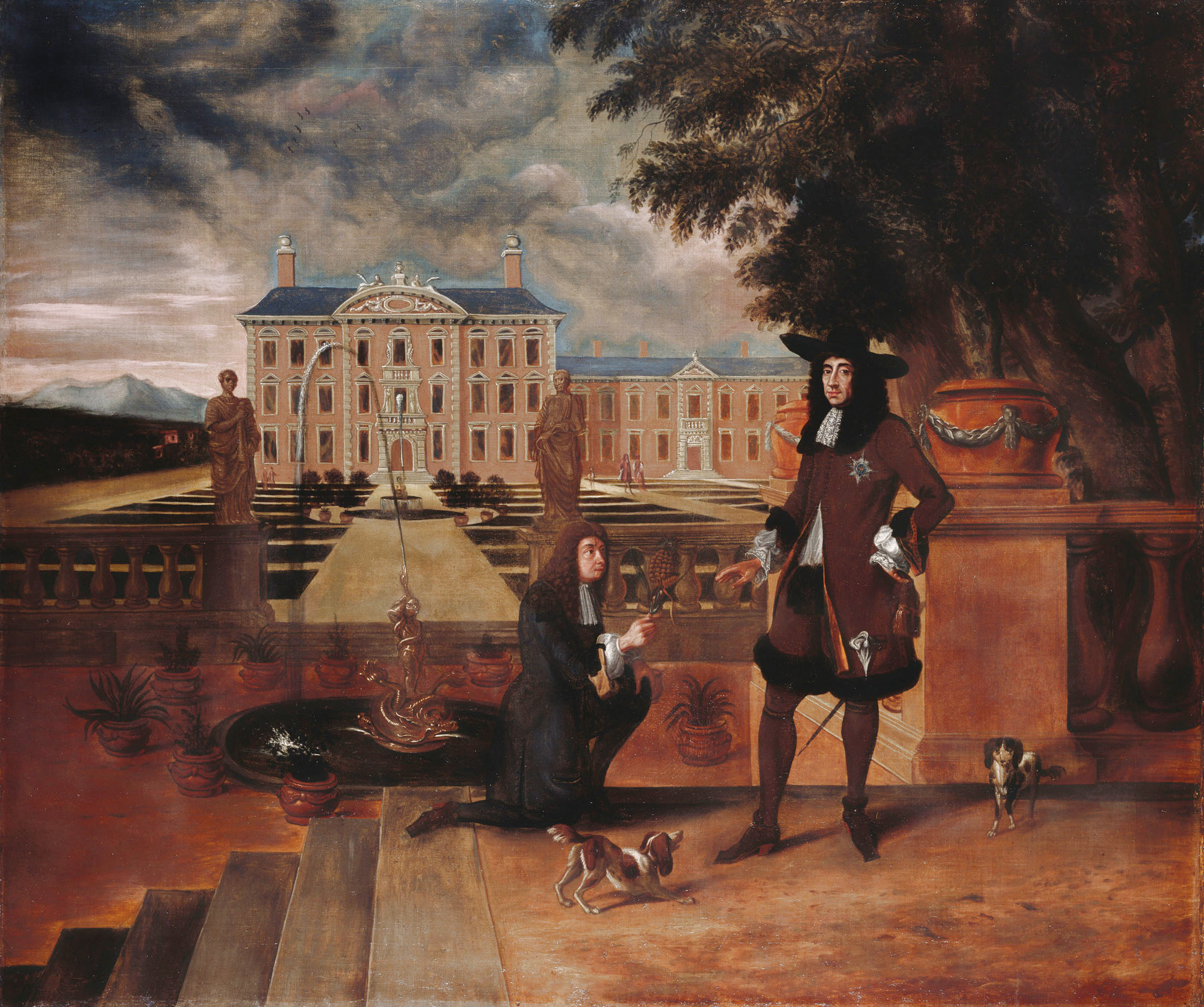
Carlos foi presenteado em 1675 com o primeiro abacaxi plantado na Inglaterra. Pintura por Hendrick Danckerts, na Royal Collection.

Catarina de Bragança não conseguiu produzir um herdeiro; suas quatro gravidezes terminaram em abortos os bebês natimortos em 1662, fevereiro de 1666, maio de 1668 e junho de 1669. O herdeiro presuntivo de Carlos era seu irmão impopular e católico Jaime, Duque de Iorque e Albany. Parcialmente para amenizar os temores populares que a família real era muito católica, Carlos concordou em casar Maria, filha mais velha de Jaime, com o protestante Guilherme III, Príncipe de Orange. Tito Oates, que havia sido alternadamente um padre anglicano e jesuíta, falsamente falou em 1678 sobre um "Complô Papista" para assassinar o rei, até mesmo acusando a rainha de cumplicidade. Carlos não acreditou nas alegações, porém ordenou que seu principal ministro, Lorde Tomás Osborne, 1.º Conde de Danby e substituto de Clifford, investigasse a situação. Apesar de Osborne aparentemente ter ficado corretamente cético das afirmações de Oates, o parlamento as levou a sério. O povo foi pego em uma histeria anticatólica; juízes e jurados por todo o país condenaram os supostos conspiradores, com vários inocentes sendo executados.
Mais tarde, em 1678, Osborne respondeu um processo de impeachment na Câmara dos Comuns sob acusação de alta traição. Apesar de boa parte da nação querer a guerra contra a França, Carlos havia secretamente negociado com Luís para tentar chegar em um acordo em que a Inglaterra permaneceria neutra em troca de dinheiro. Osborne publicamente afirmou que era hostil aos franceses, porém particularmente concordou em seguir os desejos do Rei. Entretanto, os Comuns não o viram como participante relutante no escândalo, mas acreditaram que ele era o autor dessa política. Carlos acabou dissolvendo o parlamento em janeiro de 1679 para poder salvar o ministro.
O novo parlamento, que reuniu-se em março do mesmo ano, era bem hostil a Carlos. Muitos membros temiam que ele tinha a intenção de suar o exército para suprimir dissidentes ou impor o catolicismo. Porém, o rei foi obrigado a gradualmente dispensar suas tropas por causa de fundos insuficientes providos pelo parlamento. Tendo perdido o apoio, Osborne renunciou seu cargo de Lorde Alto Tesoureiro, recebendo o perdão de Carlos. A Câmara dos Comuns, desafiando a vontade real, declarou que a dissolução do parlamento anterior não interrompeu os procedimentos de impeachment e que assim o perdão era inválido. Quando a Câmara dos Lordes tentou impor a pena de exílio – que os Comuns achavam muito leve – o impeachment entrou em impasse nas duas câmaras. Como foi forçado a fazer em vários momentos de seu reinado, Carlos aquiesceu aos desejos de seus oponentes, prendendo Osborne na Torre de Londres, onde ficaria preso por mais cinco anos.

## Últimos anos
Carlos enfrentou uma tempestade política sobre a sucessão ao trono. A perspectiva de um monarca católico enfrentava veemente oposição em Antônio Ashley Cooper, agora 1.º Conde de Shaftesbury e antigo membro do Cabal que havia se desfeito em 1673. A base de poder de Cooper foi fortalecida em 1679 quando a Câmara dos Comuns apresentou o Projeto de Lei da Exclusão, que queria excluir Jaime, Duque de Iorque e Albany, da linha de sucessão. Alguns até queriam colocar a coroa em Jaime Scott, 1.º Duque de Monmouth e filho ilegítimo mais velho de Carlos. Os Abhorrers – que achavam que o Projeto de Lei da Exclusão era abominante – foram chamados de tories por causa de um termo para bandidos católicos irlandeses despojados, enquanto que os Petitioners – aqueles que apoiavam uma campanha de petição em favor da lei – foram chamados de whigs por causa de um termo para rebeldes presbiterianos escoceses.

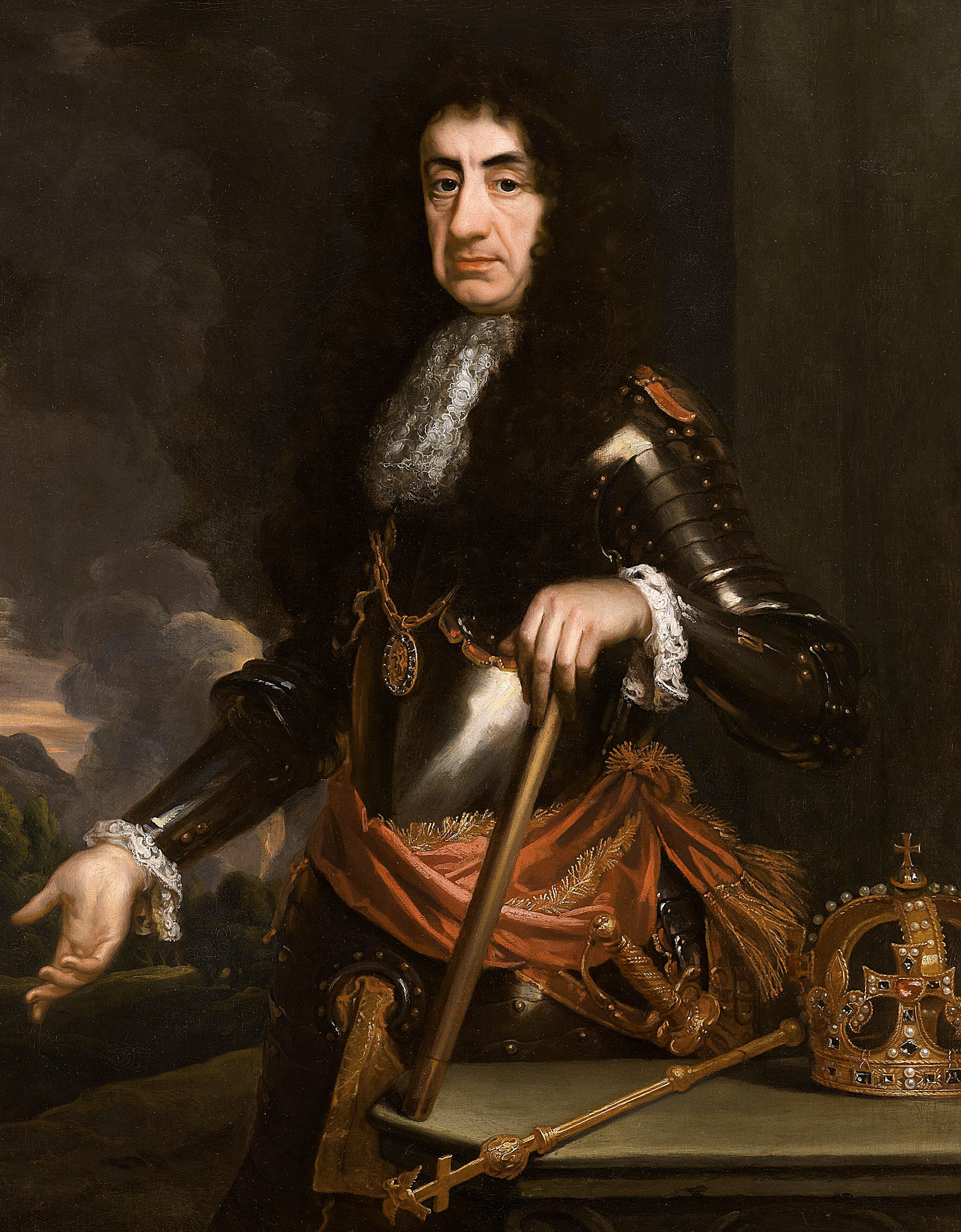
Carlos c. 1683, por John Riley. Na Weiss Gallery.

Temendo que o Projeto de Lei da Exclusão fosse aprovado e amparado por algumas absolvições nos julgamentos do Complô Papista, que para ele pareciam indicar um humor popular mais favorável ao catolicismo, Carlos dissolveu o parlamento uma segunda vez no mesmo ano. Suas esperanças de um novo parlamento mais moderado não foram realizadas, com ele dissolvendo o parlamento outra vez alguns meses depois deles terem tentado novamente aprovar o projeto de lei. Quando um novo parlamento reuniu-se em Oxford em março de 1681, o rei o dissolveu pela quarta vez em apenas alguns dias. Entretanto, o apoio a Exclusão diminuiu durante a década de 1680 e Carlos experimentou um surto nacional de lealdade. Cooper foi julgado em 1681 por traição e fugiu para os Países Baixos, onde morreu. Carlos governou sem parlamento pelo restante de seu reinado.
Sua oposição ao Projeto de Lei da Exclusão irritou alguns protestantes. Conspiradores formularam o Complô da Casa de Centeio, um plano para matar Carlos e Jaime enquanto voltavam para Londres depois das corridas de cavalo em Newmarket, Suffolk. Entretanto, um incêndio destruiu os alojamentos do rei na cidade, que o forçou a voltar para a capital mais cedo e assim inadvertidamente impedindo o ataque. Notícias da conspiração vazaram. Políticos protestantes como Artur Capell, 1.º Conde de Essex, Algernon Sidney e Guilherme Russell, Barão Russell, foram executados por alta traição baseados em evidências muito frágeis, com Jaime Scott indo para o exílio na corte de Guilherme III, Príncipe de Orange. Osborne e os lordes católicos restantes mantidos na Torre foram libertados e Jaime adquiriu maior influência na corte. Tito Oates foi condenado e preso por difamação.

### Morte
Carlos sofreu uma apoplexia repentina na manhã do dia 2 de fevereiro de 1685, morrendo após quatro dias, às 11h45min de 6 de fevereiro de 1685,
aos 54 anos, no Palácio de Whitehall. A subtaneidade de sua doença e morte levaram a suspeitas de envenenamento, incluindo por parte de um dos médicos reais; entretanto, uma análise mais moderna diz que os sintomas da doença eram similares as de uma uremia (uma síndrome clínica devido à disfunção renal). Carlos, em seu leito de morte, pediu para seu irmão Jaime cuidar de suas amantes: "seja bom com Portsmouth e não deixe a pobre Nelly passar fome". Ele também disse a seus cortesãos que "Me desculpem, cavalheiros, pelo tempo da morte". Ele foi recebido na Igreja Católica na última noite de sua vida, apesar de não ser claro o quanto ele estava consciente ou comprometido e ainda da onde a ideia se originou. Carlos foi enterrado na Abadia de Westminster "sem qualquer tipo de pompa" em 14 de fevereiro.

## Legado

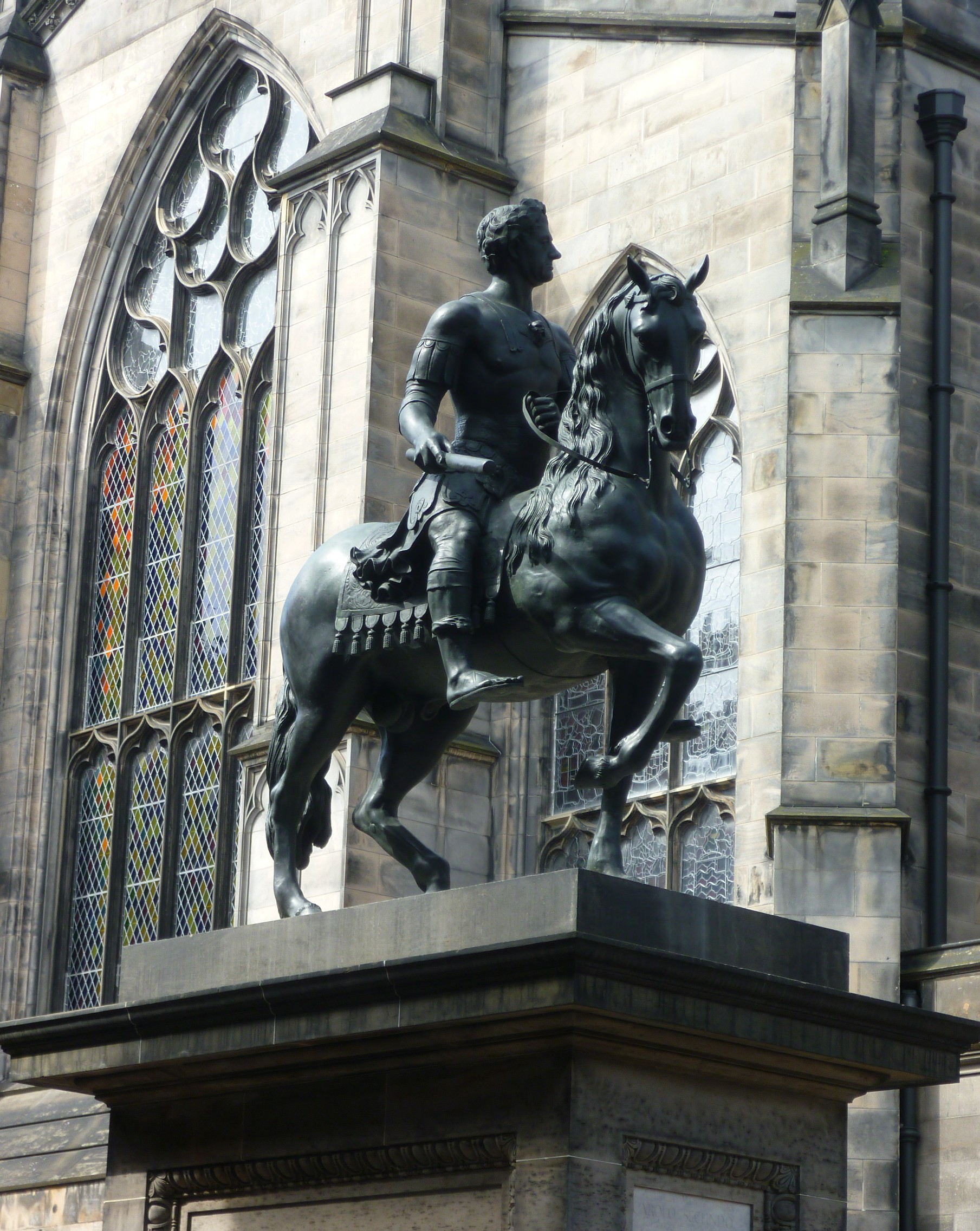
Estátua de Carlos como César em Edimburgo. Erguida em 1685.

Carlos não teve nenhum filho legítimo com Catarina de Bragança, porém reconheceu vários ilegítimos com sete amantes, incluindo cinco com a notória Barbara Palmer, com quem o Ducado de Cleveland foi criado. Suas outras amantes incluem Moll Davis, Nell Gwyn, Isabel Killigrew, Catarina Pegge, Lúcia Walter, Mary Sackville e Luísa de Kéroualle, Duquesa de Portsmouth. Como resultado, ele tinha o apelido durante a vida de "Velho Rowley", o nome de um de seus cavalos que era notável por ser um garanhão.
Seus súditos ressentiam pagar impostos que eram gastos com suas amantes e filhos, muitos dos quais receberam ducados e condados. Os atuais duques de Buccleuch, Richmond, Grafton e St Albans todos descendem de Carlos através da linhagem ilegítima. Diana, Princesa de Gales, é descendente do rei através de dois de seus filhos ilegítimos: Henrique FitzRoy e Carlos Lennox.
Seu filho mais velho, Jaime Scott, 1.º Duque de Monmouth, liderou uma rebelião contra Jaime II & VII, porém acabou derrotado na Batalha de Sedgemoor em 6 de julho de 1685, sendo capturado e executado alguns dias depois. Jaime eventualmente foi deposto em 1688 por seu sobrinho e genro Guilherme III, Príncipe de Orange, durante a "Revolução Gloriosa". Ele foi o último monarca católico da Grã-Bretanha.
Os tories tendiam olhar o reinado de Carlos como benevolente, enquanto os whigs como um despotismo terrível. Atualmente é possível avaliar Carlos sem a mancha do partidarismo, com ele sendo visto mais como um maroto amável – nas palavras de seu contemporâneo John Evelyn: "um príncipe de muitas virtudes e muitas grandes imperfeições, afável, de fácil acesso, não sanguinolento ou cruel".

## Títulos, estilos, honras e brasões

Monograma de Carlos.

### Títulos e estilos
- 29 de maio de 1630 – maio de 1638: "Sua Alteza Real o Duque da Cornualha"
- maio de 1638 – 30 de janeiro de 1649: "Sua Alteza Real o Príncipe de Gales"
  - Na Escócia, 29 de maio de 1630 – 30 de janeiro de 1649: "Sua Alteza Real o Duque de Rothesay"
- 30 de janeiro de 1649 – 6 de fevereiro de 1685: "Sua Majestade, o Rei"

Seu título completo como rei era: "Carlos Segundo, pela Graça de Deus, Rei da Inglaterra, Escócia, França e Irlanda, Defensor da Fé, etc." O título de "da França" era apenas nominal e foi usado por todos os monarcas britânicos desde Eduardo III até Jorge III.

### Honras
- KG: Ordem da Jarreteira, 21 de maio de 1638[1]

### Brasões
Como Príncipe de Gales, seu brasão de armas era o brasão real diferenciado por um lambel argente de três pés. Como rei, Carlos usava o mesmo brasão que seu pai: esquatrelado, I e IV esquatrelado, azure três flores-de-lis or (pela França) e goles três leões passant guardant em pala (pela Inglaterra); II or um leão rampant dentro de um treassure flory-contra-flory goles (pela Escócia); III azure, uma harpa or com cordas argente (pela Irlanda). Na Escócia, as armas escocesas eram colocadas nos quarteis I e IV enquanto as inglesas e francesas ficavam no II.
| Brasão de Carlos, Príncipe de Gales (1638–1649) | Brasão de Carlos II de Inglaterra (1660–1685) | Brasão de Carlos II na Escócia (1660–1685) |

## Descendência
| Nome                                          | Nascimento              | Morte                   | Notas |
| --------------------------------------------- | ----------------------- | ----------------------- | --- |
| Com Lúcia Walter                              |                         |                         | |
| Jaime Scott, 1.º Duque de Monmouth            | 9 de abril de 1649      | 15 de julho de 1685     | Scott nasceu nove meses após Carlos e Lúcia terem se conhecido e o primeiro o reconheceu como seu filho, porém Jaime II & VII sugeriu que ele talvez tenha sido filho de um dos outros amantes dela, coronel Roberto Sidney. Ancestral de Sara, Duquesa de Iorque. |
| Com Isabel Killigrew                          |                         |                         | |
| Carlota Fitzroy                               | 1650                    | 28 de julho de 1684     | |
| Com Catarina Pegge                            |                         |                         | |
| Carlos FitzCharles, 1.º Conde de Plymouth     | 1657                    | 17 de outubro de 1680   | |
| Catarina FitzCharles                          | 1658                    | ?                       | Morreu jovem ou virou freira em Dunquerque. |
| Com Barbara Palmer, 1.ª Duquesa de Cleveland  |                         |                         | |
| Anne FitzRoy                                  | 25 de fevereiro de 1661 | 16 de maio de 1722      | Pode ter sido a filha de Rogério Palmer, mas Carlos a aceitou como sua. Ancestral de Sara, Duquesa de Iorque. |
| Carlos FitzRoy, 2.º Duque de Cleveland        | 18 de junho de 1662     | 9 de setembro de 1730   | |
| Henrique FitzRoy, 1.º Duque de Grafton        | 28 de setembro de 1663  | 9 de outubro de 1690    | Ancestral de Diana, Princesa de Gales. |
| Carlota FitzRoy                               | 5 de setembro de 1664   | 17 de fevereiro de 1718 | |
| Jorge FitzRoy, 1.º Duque de Northumberland    | 28 de dezembro de 1665  | 28 de junho de 1716     | |
| Com Leonor Gwyn                               |                         |                         | |
| Carlos Beauclerk, 1.º Duque de St Albans      | 8 de maio de 1670       | 10 de maio de 1726      | |
| Jaime, Lorde Beauclerk                        | 25 de dezembro de 1671  | setembro de 1680        | |
| Com Luísa de Kéroualle, Duquesa de Portsmouth |                         |                         | |
| Carlos Lennox, 1.º Duque de Richmond          | 29 de julho de 1672     | 27 de maio de 1723      | Ancestral de Sara, Duquesa de Iorque, Diana, Princesa de Gales, e de Camila, rainha do Reino Unido. |
| Com Moll Davis                                |                         |                         | |
| Maria Tudor, Condessa de Derwentwater         | 16 de outubro de 1673   | 5 de novembro de 1726   | |